# Convento de los Capuchinos (Alsasua)
El convento de los Capuchinos de Alsasua, en Navarra, España, es una casa religiosa de la rama capuchina de la Orden de los Hermanos Menores (Franciscana) que jurisdiccionalmente pertenece a la Provincia Capuchina de Navarra, Cantabria y Aragón, cuya Curia Provincial está en Pamplona. La presencia de los capuchinos en Alsasua se remonta a 1905, cuando se fundó aquí un Seminario Menor que preparó a sacerdotes y misioneros de la Orden hasta su clausura en 1988. 
La iglesia del Convento fue finalizada y consagrada en 1913. Se trata de un templo de reducidas dimensiones y muy austera fábrica, con única planta de tramo corto, cabecera recta, tejado de dos aguas y una fachada irregular en la que se proyecta, en la parte inferior, un vestíbulo de acceso en forma de punta de diamante, el cual sostiene un sencillo balcón sin acceso; la fachada se remata en su parte superior con una discreta espadaña. Se trata de un edificio funcional y sin apenas elementos decorativos, aunque por sus vanos de arco apuntado y los pináculos que rematan el frontispicio podría hablarse de un vago estilo neogótico. El mobiliario que contiene la iglesia consiste en tallas religiosas de factura moderna.
En la actualidad, los Padres Capuchinos de Alsasua atienden el culto regular en su iglesia, una capellanía de monjas en el cercano pueblo de Ciordia y el grupo local de la Orden Franciscana Seglar (OFS). Parte de sus instalaciones están cedidas para un albergue de transeúntes que regenta el Ayuntamiento de la localidad.

## Vistas del convento

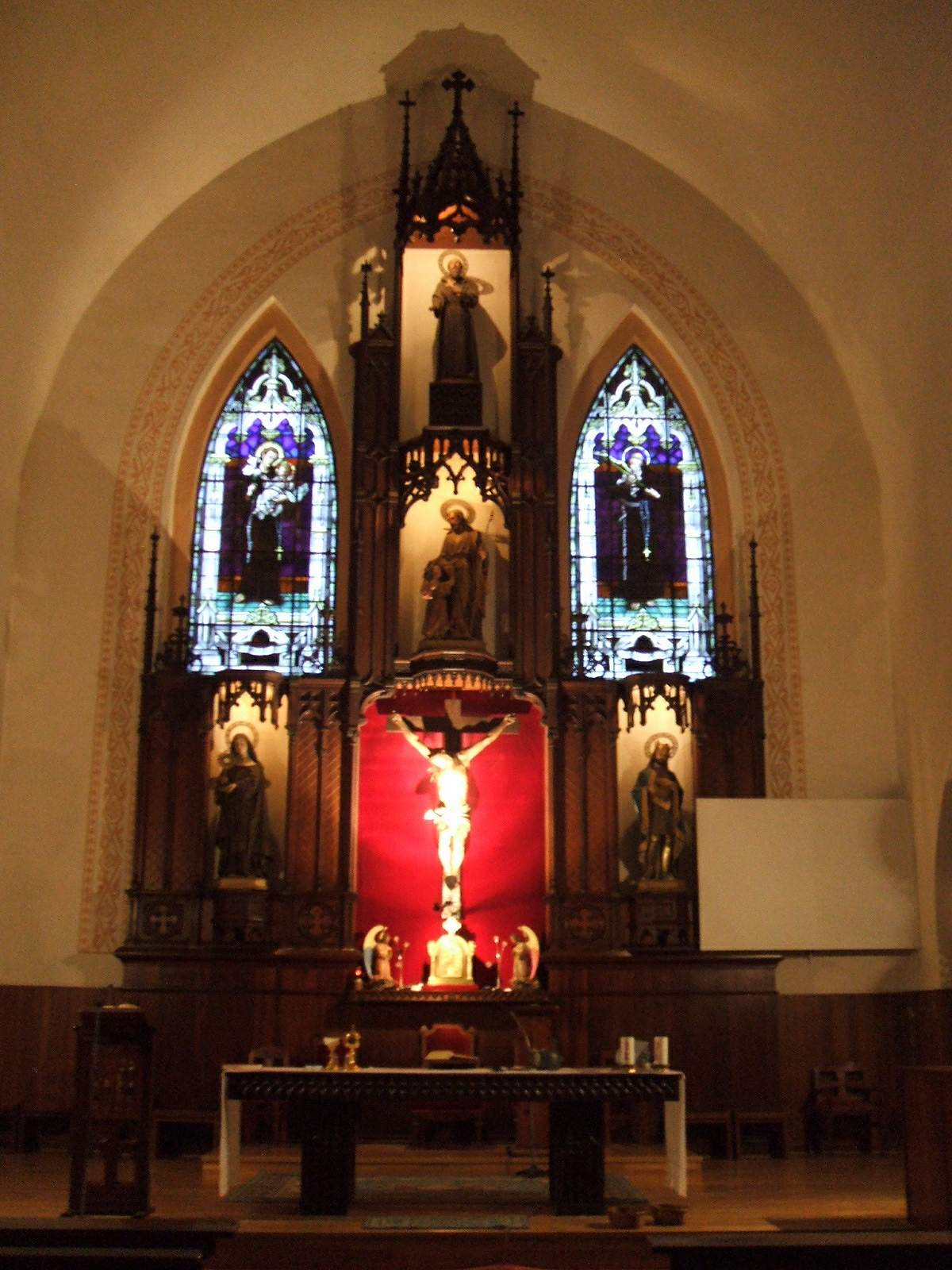
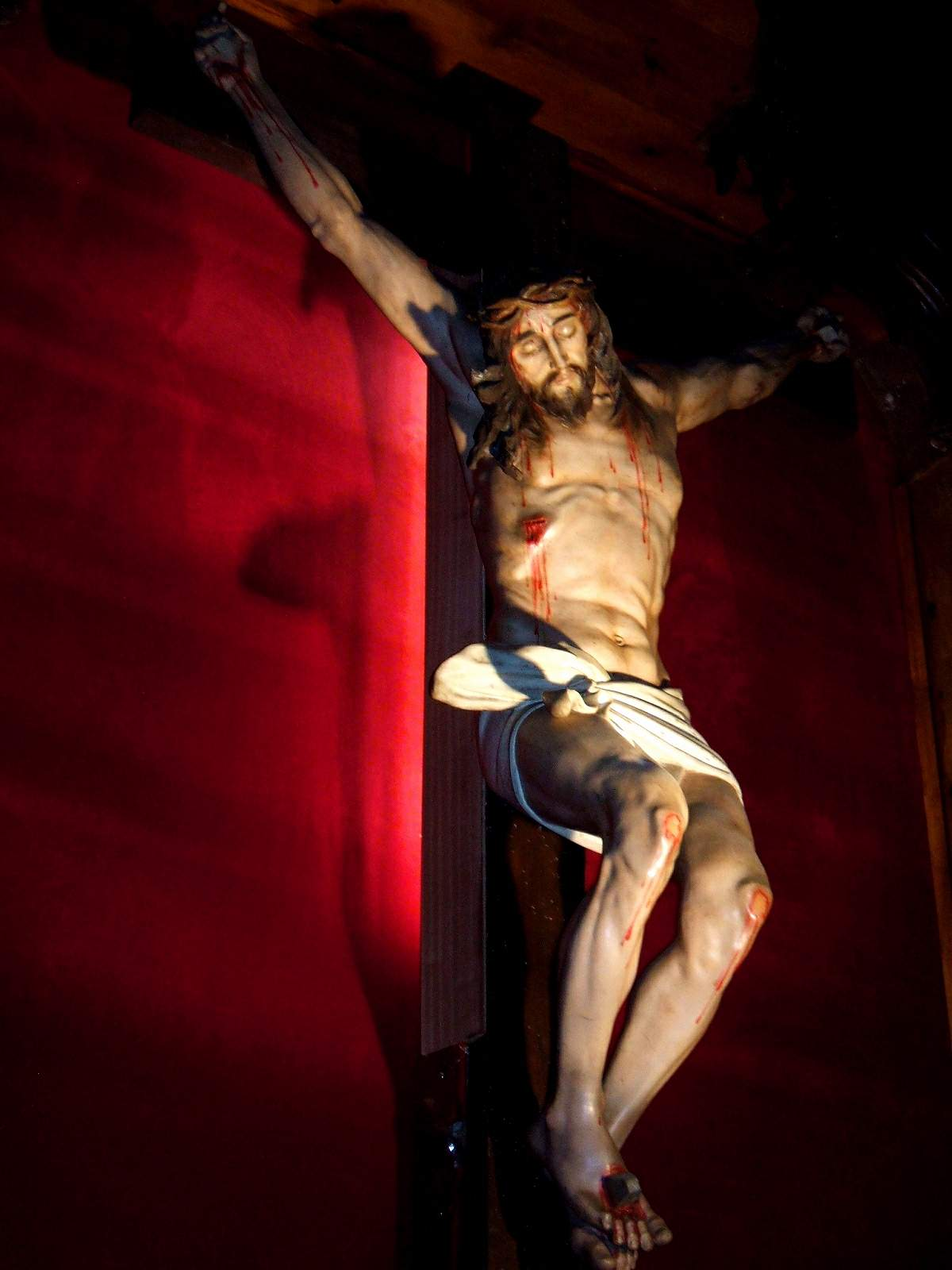
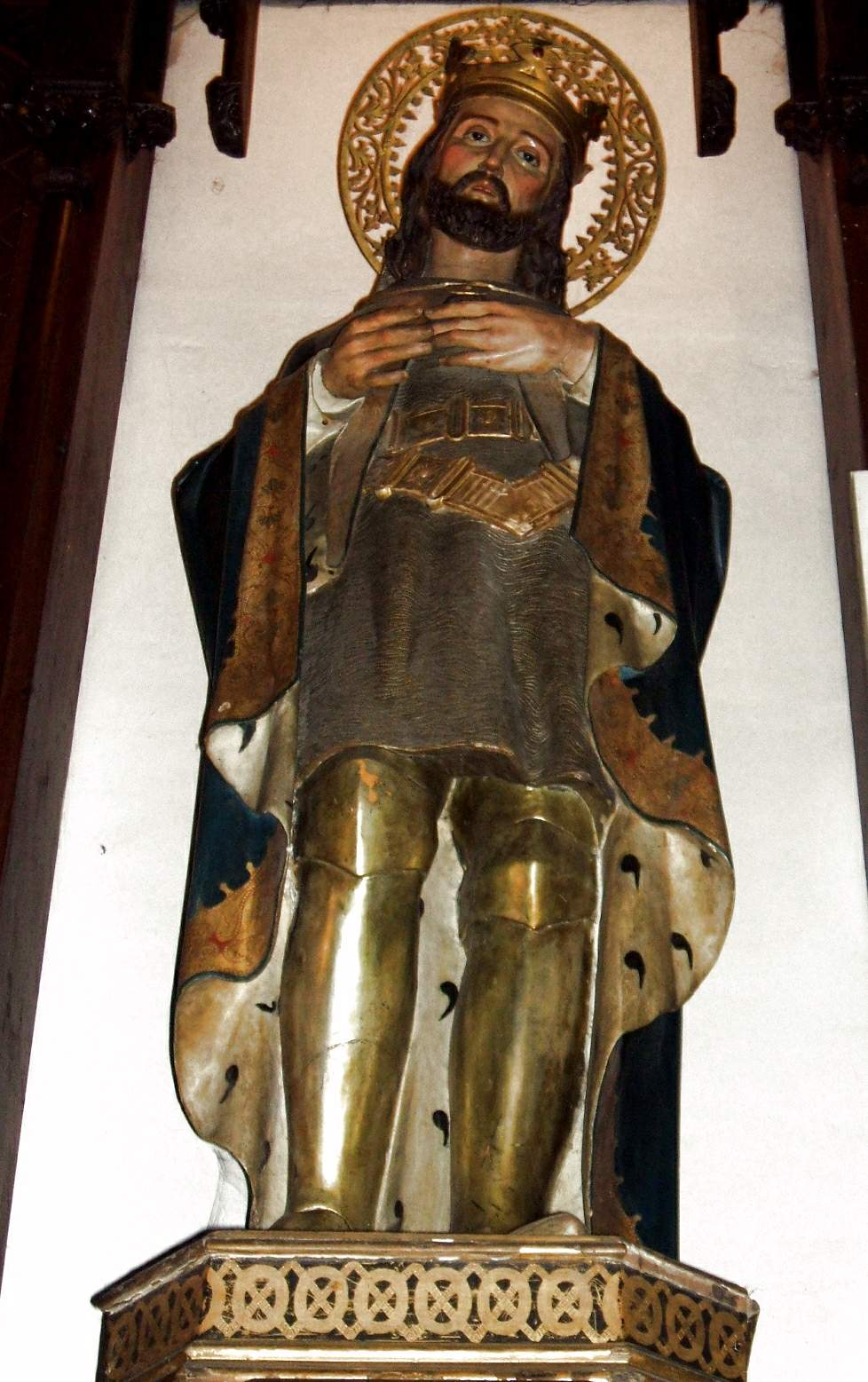
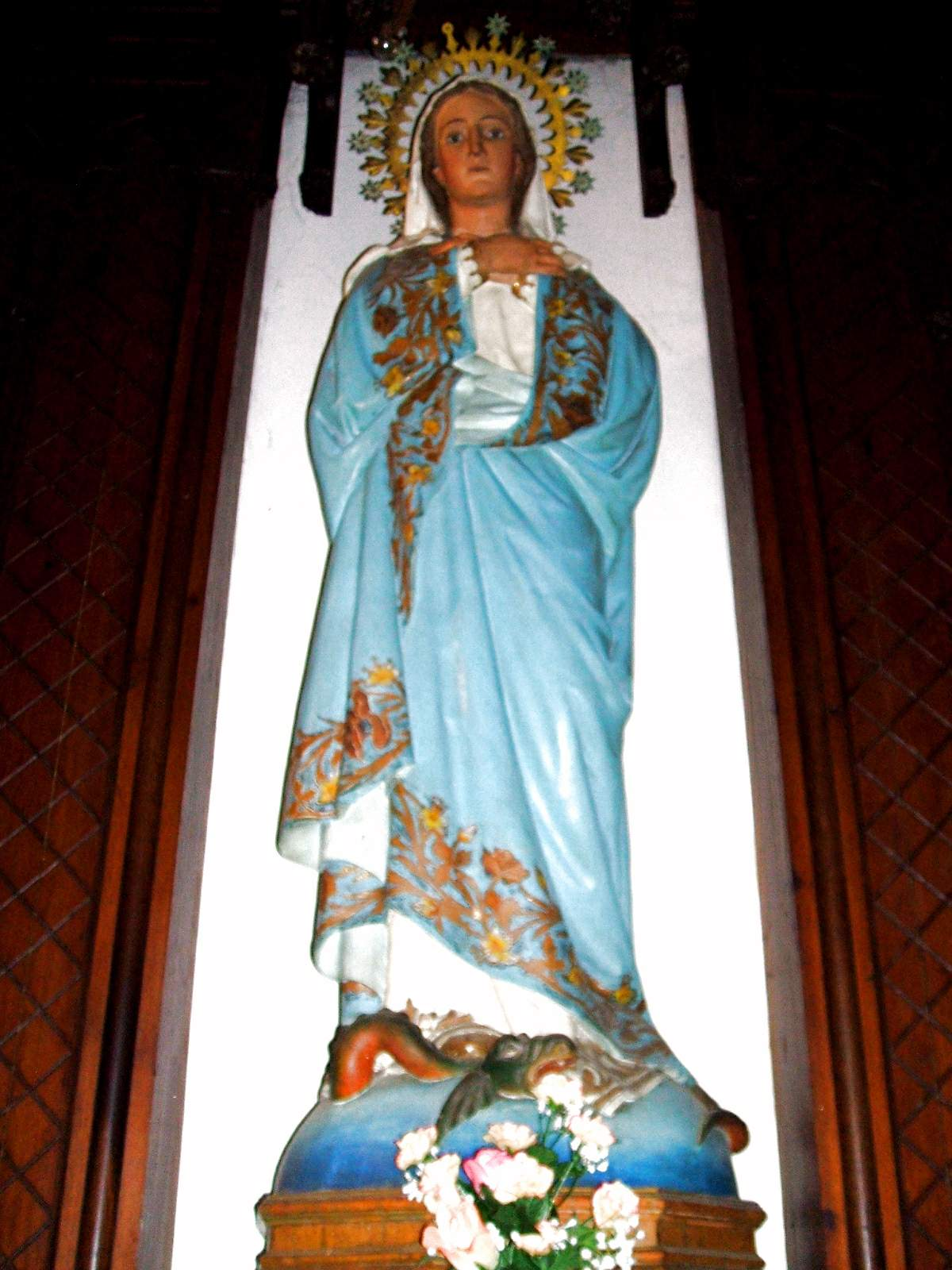